# Люлин (Перницька область)
Лю́лин (болг. Люлин) — село в Перницькій області Болгарії. Входить до складу общини Перник.

## Населення
За даними перепису населення 2011 року у селі проживали 849 осіб, з них 822 особи (99,9%) — болгари.
Розподіл населення за віком у 2011 році:
Динаміка населення: